# Alleequartierfriedhof
Ein Alleequartierfriedhof ist ein Friedhof, der in meist rechteckige Bestattungsfelder aufgeteilt ist und dessen Hauptwege als Alleen ausgestaltet sind. Alleequartierfriedhöfe ermöglichen eine sehr hohe Belegungsdichte des Friedhofes.
Üblicherweise durchzieht ein hierarchisches Wegeraster den Friedhof, wobei die Wegebreite mit ihrer Bedeutung ab- bzw. zunimmt. Als attraktivste Grabstellen wurden die Flächen an den Außenmauern angesehen, wo sich auf vielen Friedhöfen heute noch vorhandene monumentale Erbbegräbnisse und Mausoleen aus der Zeit Ende des 19./Anfang des 20. Jahrhunderts erhalten haben. Die Grabstellen an den Hauptwegen sicherte sich meist die obere Mittelschicht, während die einfachen Bürger ihre Ruhestätte im Inneren der Quartiere fanden.
Weitere übliche Friedhofstypen sind der Kirchhof als Friedhof im direkten Kirchenumfeld, der Parkfriedhof und der Waldfriedhof.